# Stankiella
Stankiella is een geslacht van hooiwagens uit de familie Phalangiidae (Echte hooiwagens).
De wetenschappelijke naam Stankiella is voor het eerst geldig gepubliceerd door Hadzi in 1973. 

## Soorten
Stankiella omvat de volgende 2 soorten:
- Stankiella montana
- Stankiella pretneri